# エイゴン
エイゴン（オランダ語: Aegon Ltd.）は、オランダ・ハーグに本社を置く保険会社。オランダを代表する保険会社の一つであり、世界10カ国以上で事業を展開している。ユーロネクスト・アムステルダム上場企業（Euronext: AGN ）。

## 沿革
1983年にAGO Holding N.V.とEnnia N.V.の合併により設立、1994年にイギリスでScottish Equitable Life Assurance Societyの株式を買収、続いて1999年にはイギリスのGuardian Royal Exchangeの保険事業を買収、同年アメリカ合衆国の生命保険持株会社であるトランスアメリカ（Transamerica Corporation）を買収し子会社化した。2007年8月13日、エイゴンとメリルリンチは生保・投資商品の分野における戦略的提携関係の締結を発表した。この関係の一部として、エイゴンはメリルリンチ傘下の生命保険会社2社を13億米ドルで買収した。同年から発生した世界金融危機の際には、オランダ政府による公的資金の注入を受けた、
エイゴンは生命保険および年金、貯蓄および投資商品に事業の主力を置いている。傷害保険、付加的健康保険、損害保険、再保険（Aegon Blue Square Re N.V.）も手がけており、一部では銀行業も営んでいる。エイゴンの最大の市場は、「トランスアメリカ」のブランド名で展開するアメリカであり、半分近くを占め、イギリスおよびオランダを加えた3カ国が主力市場となっている。その他ハンガリー、ポーランド、スペインなどにも進出している。2020年時点のグループ従業員数は世界で約23,000名である。

## 日本におけるエイゴン
エイゴンの日本法人は、「エイゴン保険サービス株式会社」（Aegon Insurance Services Co., Ltd.）および「エイゴンインサイトジャパン株式会社」（Aegon Insights Japan Co., Ltd.）の2法人があり、ともに東京（品川グランドセントラルタワー）にオフィスを持つ。エイゴン保険サービス株式会社は2015年に設立、団体傷害保険および団体医療保険に関する保険マーケティング事業を行うエイゴンインサイトジャパン株式会社は、Direct Marketing Service Japan Co. Ltd.の社名で2001年に設立され、2002年にTransamerica Direct Marketing Japan Co.Ltd.となったが、2016年に現在の社名に変更されている。
また、2007年にソニー生命保険との合弁により（折半出資）、「ソニーライフ・エイゴン生命保険」を設立、2009年から営業を行っていたが、2020年4月1日にソニー生命保険に全株式を売却し清算した。